# Макаров, Николай Фёдорович
Никола́й Фёдорович Мака́ров (9 [22] мая 1914 — 13 мая 1988) — советский конструктор оружия. Герой Социалистического Труда (1974). Лауреат Сталинской премии и Государственной премии СССР. Почётный гражданин Тульской области. Конструктор, разработавший Пистолет Макарова.

## Биография

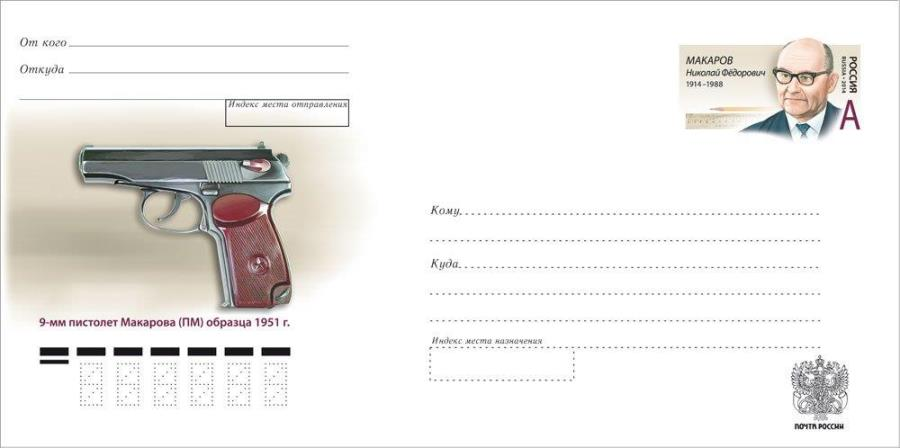
100 лет со дня рождения Н. Ф. Макарова (1914—1988), конструктора стрелкового оружия.

По одной из версий, Николай Федорович Макаров родился 11 мая 1914 в с. Сасово Елатомского уезда Тамбовской губ. (совр. г. Сасово Рязанской обл.), а крещен 14 мая 1914 года в Спасской церкви с. Шилова Спасского уезда Рязанской губернии в семье машиниста-железнодорожника. Отец работал на станции Шилово и жил с женой в селе. Родился будущий оружейник во врачебной амбулатории при ж/д. станции Шилово. Крестил священник села Шилова Николай Никанорович Мышцин. В метрической книге, (ГАРО.Ф.627.Оп.281.д.100.), сказано, что 11 мая в селе Шилово у крестьянина Тамбовской губернии Темниковского уезда Бедишевской волости села Танкачево (сейчас Сасовский район) Фёдора Васильевича Макарова и его законной жены Пелагеи Васильевны родился сын Николай, которого крестили 14 мая и восприемниками были: Симбирской губернии, г. Алатыря мещанин Василий Афанасьевич Черенков и Пензенской губернии Инсарского уезда Тресвятской волости крестьянка Марфа Ивановна Тренина. По другой версии, самой распространённой, Николай Фёдорович родился 9 (22) мая 1914 года в Сасове в семье машиниста-железнодорожника. По воспоминаниям вдовы, Надежды Яковлевны, считал днём своего рождения 9 мая по новому стилю.
После ФЗУ работал слесарем в Сасовском железнодорожном депо, а в 1936 году поступил в Тульский механический институт.
В начале Великой Отечественной войны его отозвали с преддипломной практики, досрочно присвоили квалификацию инженера и направили в Загорск, на завод, выпускавший пистолеты-пулемёты Шпагина. Вскоре завод перевели в Вятские Поляны Кировской области; там Николай Федорович быстро прошёл путь от мастера до ведущего конструктора, а в 1944 году завершил обучение в Тульском механическом институте, получив диплом с отличием.
После защиты диплома направлен в НИИ СПВА в Кунцеве, где работал ведущим инженером-конструктором до конца войны. Затем переведён в ЦКБ-14 (Тула).
В 1952 году за разработку ПМ был удостоен Сталинской премии, денежное вознаграждение за которую (50 000 рублей) потратил на подарки родственникам.
В 1974 году вышел на пенсию. Жил в городе-герое Туле. Избирался депутатом Тульского областного Совета депутатов трудящихся, продолжительное время являлся членом областного Совета НТО «Машпром». Продолжал активную творческую работу.
Скончался 13 мая 1988 года в результате остановки сердца (после седьмого инфаркта). Похоронен в Туле на 1-м Городском кладбище (участок П).

## Разработки

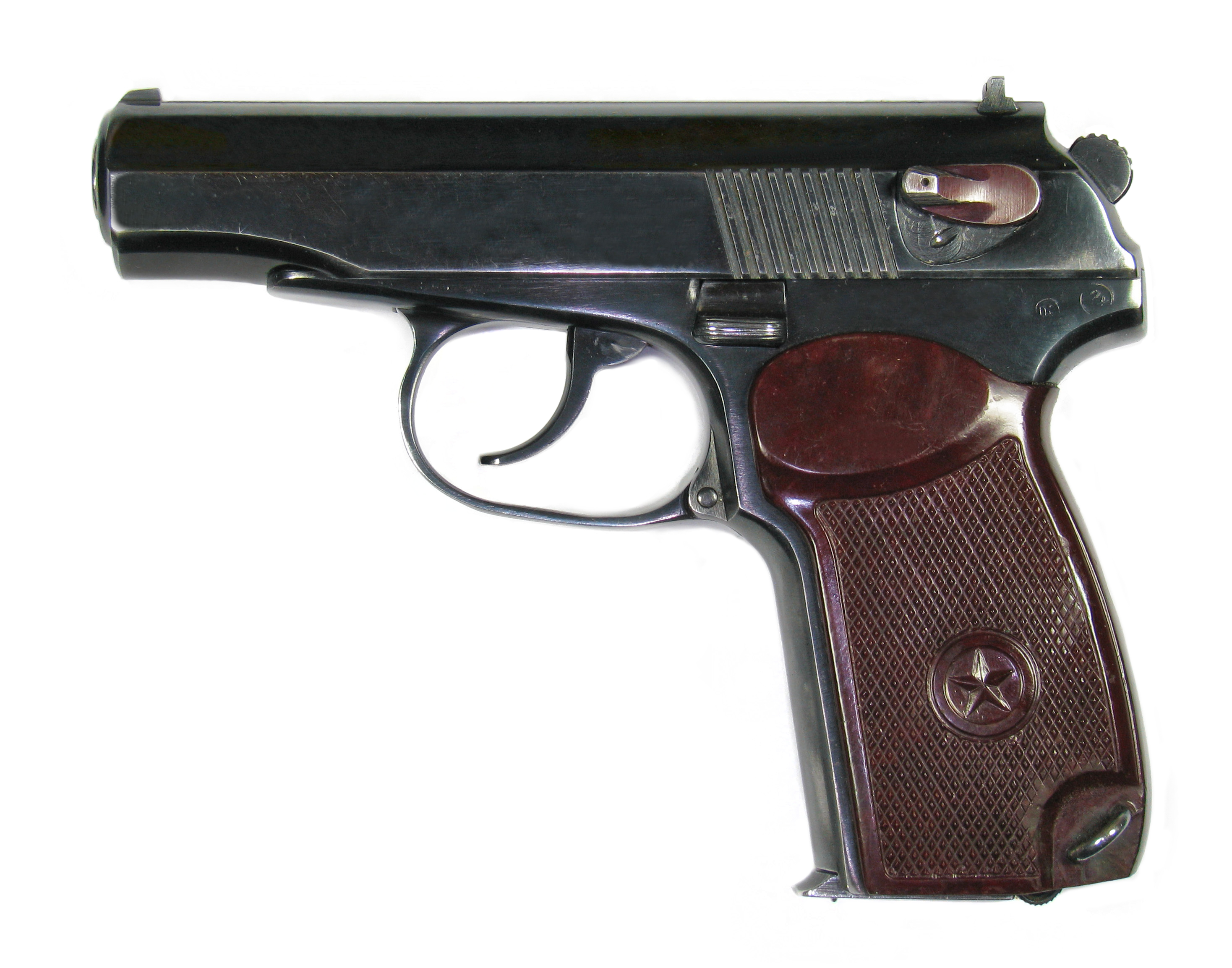
Пистолет Макарова

- На базе трофейных экземпляров немецкого кривоствольного оружия в 1946 году разработал «7,62-мм нарезной искривитель ТКБ-401 с шаровой установкой» под пистолет-пулемёт Судаева. После серии испытаний работы были прекращены ввиду невозможности достигнуть удовлетворительных показателей устойчивости пули в полёте и, соответственно, точности попаданий в цель[7].
- Пистолет Макарова (принят на вооружение в 1951 году, производился на Ижевском механическом заводе).
- Авиационная пушка AM-23 (совместно с Н. М. Афанасьевым; принята на вооружение в 1953 году).
- Переносной противотанковый ракетный комплекс «Фагот» (принят на вооружение в 1970 году).
- Противотанковый ракетный комплекс «Конкурс» (принят на вооружение в 1974 году).

## Награды
- За большие заслуги в создании образцов новой военной техники Указом Президиума Верховного Совета СССР от 8 мая 1974 года Макарову Николаю Фёдоровичу присвоено звание Героя Социалистического труда с вручением ордена Ленина и золотой медали «Серп и Молот».
- За выдающиеся заслуги перед Российской Федерацией и Тульской областью, высокий личный авторитет, многолетний добросовестный труд, большой личный вклад в укрепление обороноспособности страны Указом Губернатора Тульской области от 4 сентября 2017 г. N 104 Макарову Николаю Фёдоровичу присвоено почетное звание «Почетный гражданин Тульской области».
- Два ордена Ленина
- Орден Трудового Красного Знамени
- Медали СССР
- Сталинская премия третьей степени (1952) — за создание ПМ
- Государственная премия СССР (1967)
- Премия имени С. И. Мосина.

## Память

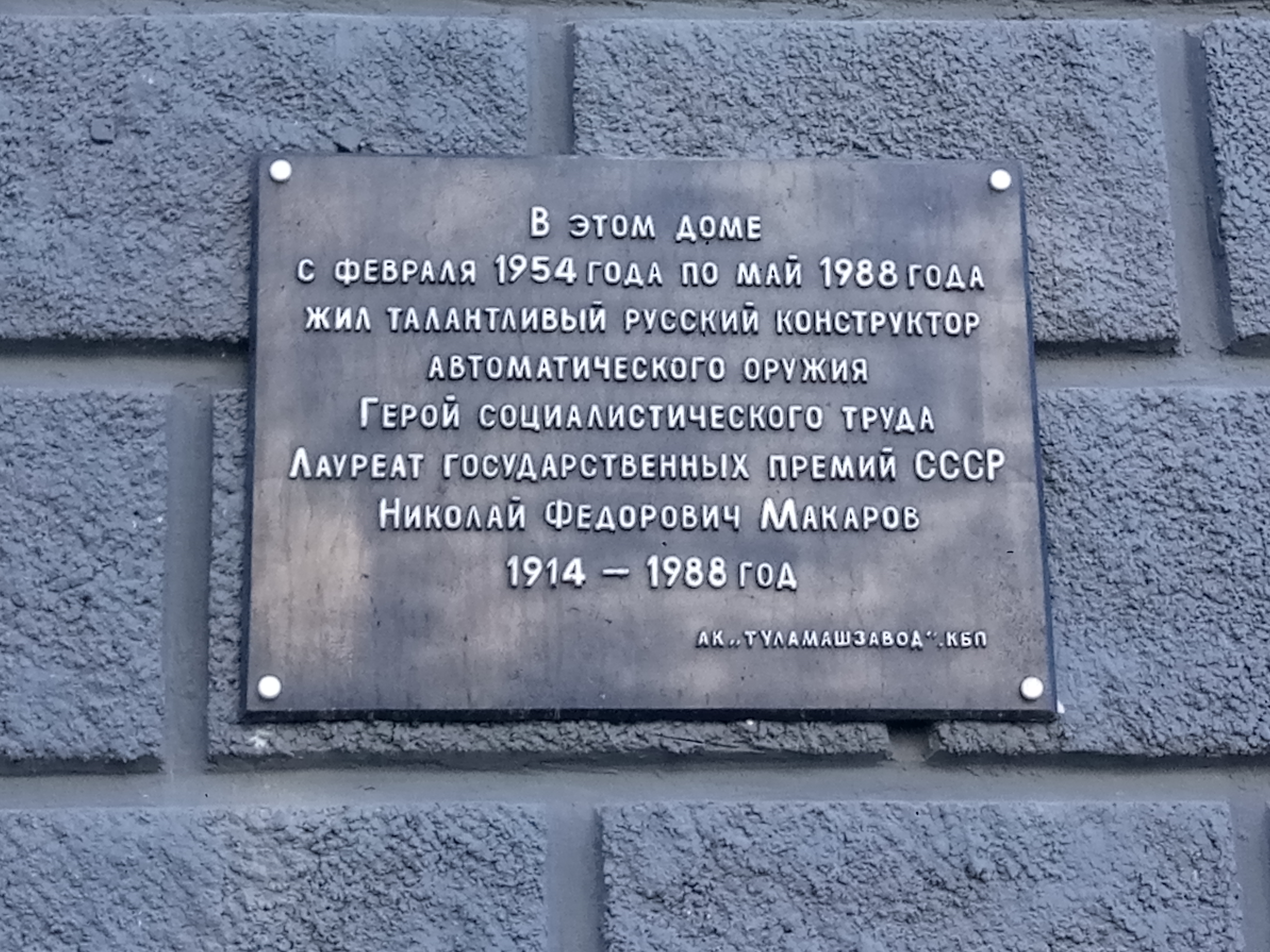
Мемориальная доска в Туле

- 12 января 2019 года памятник выдающемуся конструктору открыт на родине, в городе Сасово Рязанской области.
- Мемориальная доска на доме в Сасово, где родился конструктор (ул. Лесозаводская, 7).
- Мемориальная доска на здании школы № 106 в Сасово, где учился конструктор (ул. Пушкина, 106).
- Мемориальная доска на доме в Туле, где проживал конструктор (ул. Первомайская, 9).
- 9 мая 2009 года в Тульском государственном музее оружия открылась выставка, посвящённая 95-летию со дня рождения конструктора оружия Н. Ф. Макарова. На выставке представлены созданные им образцы оружия, а также фотодокументы, отражающие основные этапы жизни и деятельности конструктора.
- бюст у нового здания Музея Оружия, открыт в 2015 году.
- Мемориальная доска на здании 2-го корпуса Рязанского железнодорожного колледжа (РЖК). Установлена в 2022 году.